# Junkers L1
Lo Junkers L1 era un motore aeronautico a 6 cilindri in linea raffreddato ad aria sviluppato dall'azienda tedesca Junkers Motorenbau GmbH, divisione motoristica della Junkers GmbH, negli anni venti.
Fu il primo esempio di motore progettato dall'azienda e, anche se non ebbe sviluppi commerciali, assolse il compito di fornire l'esperienza necessaria per lo sviluppo dei progetti successivi venendo utilizzato, nelle versioni più evolute, su alcuni velivoli a scopo sperimentale.

## Versioni
L1
prima versione sviluppata nel 1920.
L1a
versione da 85 PS (63 kW).
L1b

## Velivoli utilizzatori
Germania
- Focke-Wulf A 16b
- Focke-Wulf S 1a
- Focke-Wulf GL 18
- Junkers T 19
- Junkers T 26ba
- Junkers T 29b